# Штейнгель, Рудольф Васильевич
Рудольф Васильевич Штейнгель (5 [17] июня 1841, Ревель, Российская империя —20 ноября [2 декабря] 1892, Киев, Российская империя) — барон, инженер путей сообщения, строитель железных дорог. Собственник уникального псевдоготического особняка в Киеве. Автор семейного надгробия Штейнгелей на Аскольдовой могиле — архитектор Владислав Городецкий.

## Биография
Родился в 1841 г. в Ревеле в семье помещика Эстляндской губернии Василия Максимовича Штейнгеля. Род Штейнглей, баронов Римской империи, происходит из Германии. Родовой герб находится в Ревеле в Ritter Haus и в Ревельском соборе (Dom) на Вышгороде. Отец служил в военной службе, был женат на баронессе Паулине фон Шиллинг. До десятилетнего возраста барон Р. В. Штейнгель воспитывался в доме родителей в Ревеле..
По окончании среднего образования в местной гимназии поступил в институт инженеров путей сообщения. Окончив в 1861 г. курс этого института первым, Штейнгель был назначен на службу в Московский округ путей сообщения, где работал по постройке шоссейных дорог. Затем он сменил род работы, так как была начата постройка Московско-Рязанской железной дороги, и Штейнгель был привлечён сначала к составлению проектов и расчётов по строительству дороги, а потом и к заведованию строительством.
Вслед за Московско-Рязанской дорогой министерство Путей Сообщения решило начать постройку и Московско-Курской дороги, и в числе инженеров, приглашённых участвовать в этой работе, был Штейнгель, которому было поручено заведовать тульским отделением. Здесь ему пришлось много работать, особенно ввиду неопытности в подобных работах низшего персонала — рабочих и десятников; однако Штейнгель выполнил возложенное на него поручение и сдал выстроенный им участок в порядке.
По окончании этих работ Штейнгель был назначен главным инженером и начальником работ Орловско-Витебской железной дороги, а затем исполнял те же обязанности на Грязе-Царицынской и Балтийской железных дорогах и везде зарекомендовал себя знанием дела и добросовестностью. Поэтому, когда предположено было строить Ростово-Владикавказскую железную дорогу, Штейнгелю была предоставлена концессия на постройку её; когда же он образовал для этой цели акционерное общество, то этому обществу отдана была также и постройка Новороссийской ветви вышеназванной дороги и устройство коммерческого порта в Новороссийске. Коммерческий порт с элеваторами, эстакадами и другими приспособлениями был быстро выстроен.
Штейнгель был и опытным сельским хозяином. Как способный математик, Штейнгель оставил после себя несколько работ в этой области, из которых назовем: «Теорию ветряных двигателей» (Киев, 1889 г.) и «Исследование по центробежным машинам».
Штейнгель скончался в Киеве 20 ноября 1892 года в Киеве, был похоронен на кладбище Аскольдова могила, захоронение не сохранилось.

## Семья
- Прадед — Иоанн фон Штейнгель, министр курфюрста Саксонского.
- дед — Иоанн Вильгельм фон Штейнгель, полковник русской службы, русский посланник при германском императоре Иосифе II.
- Отец — Василий Максимович фон Штейнгель (Вильгельм Фридерик).
- Дядя — Александр Максимович (Карл Магнус) фон Штейнгель.
- Мать — баронесса Шиллинг, Паулина Амалия София, в семье родились 11 детей.
- Сын — барон Штейнгель, Владимир Рудольфович (1871—1927).
- Сын — барон Иван Рудольфович Штейнгель, управляющий городским водопроводом во Владикавказе
- Брат — Леонгард Васильевич Штейнгель (8 февраля 1845 — 21 января 1918), основал во Владикавказе механический кирпично-черепичный завод.
- Дядя — Александр Максимович фон Штейнгель (1804—?), был женат на графине Елизавете Мендоза, имел трёх дочерей: Елизавету, Вильгемину, Софию и сына Эммануила.
- Двоюродные сёстры
  - Елизавета Александровна фон Штейнгель (1837 — после 1920 г.) в браке с А. Тобиным с 1869 года;
  - Софья Александровна фон Штейнгель; с 1888 по 1911 г. — владелицы имения Ласточкино гнездо в Крыму
  - Вильгельмина фон Штейнгель (1839-?), в 1859 г. вышла замуж за переводчика титулярного советника Алаева Николая Павловича (1832- ?).
- Двоюродный брат — Эммануил Александрович Штейнгель (1838—1915) В 1858 г. закончил императорское училище правоведения в С. Петербурге. Служил в Министерстве юстиции, в 1894 г. произведён в статские советники со старшинством. Владел имением на границе Крестовского и Тихвинского уездов, площадью 1281 дес. Имел землю и дома в Петербурге, Гатчине, Ржеве, где избирался мировым судьёй. В 1913—14 гг. купил в около 6 дес. земли в Ялте, доходные дома. Скончался в Ялте 8 сентября 1915 г.[2]